# Jean Bourdon
Pour les articles homonymes, voir Bourdon.
Jean Bourdon  (vers 1601 - 1668) est le premier ingénieur et arpenteur de la Nouvelle-France. Il occupe aussi des fonctions de seigneur, de diplomate chez les Autochtones, de procureur général au Conseil souverain et de commis général de la Communauté des Habitants. Il est l'auteur des premiers plans de Québec et de ses environs. 

## Biographie
Arrivé en Nouvelle-France en 1634 avec le titre d'ingénieur du gouverneur Charles de Montmagny, Deshayes entreprend des travaux d'arpentage dans la vallée du Saint-Laurent. En 1639, le gouverneur lui octroie une terre de 50 acres et, plus tard, il y construit un moulin. Il a aussi construit là une chapelle pour son ami abbé Jean Le Sueur. Ce n'était qu'une des nombreuses seigneuries que Bourdon a reçues. En 1645, on le nomme gouverneur intérimaire de Trois-Rivières. En 1657, il se rend à la baie d'Hudson. Il meurt à Québec le 12 janvier 1668.

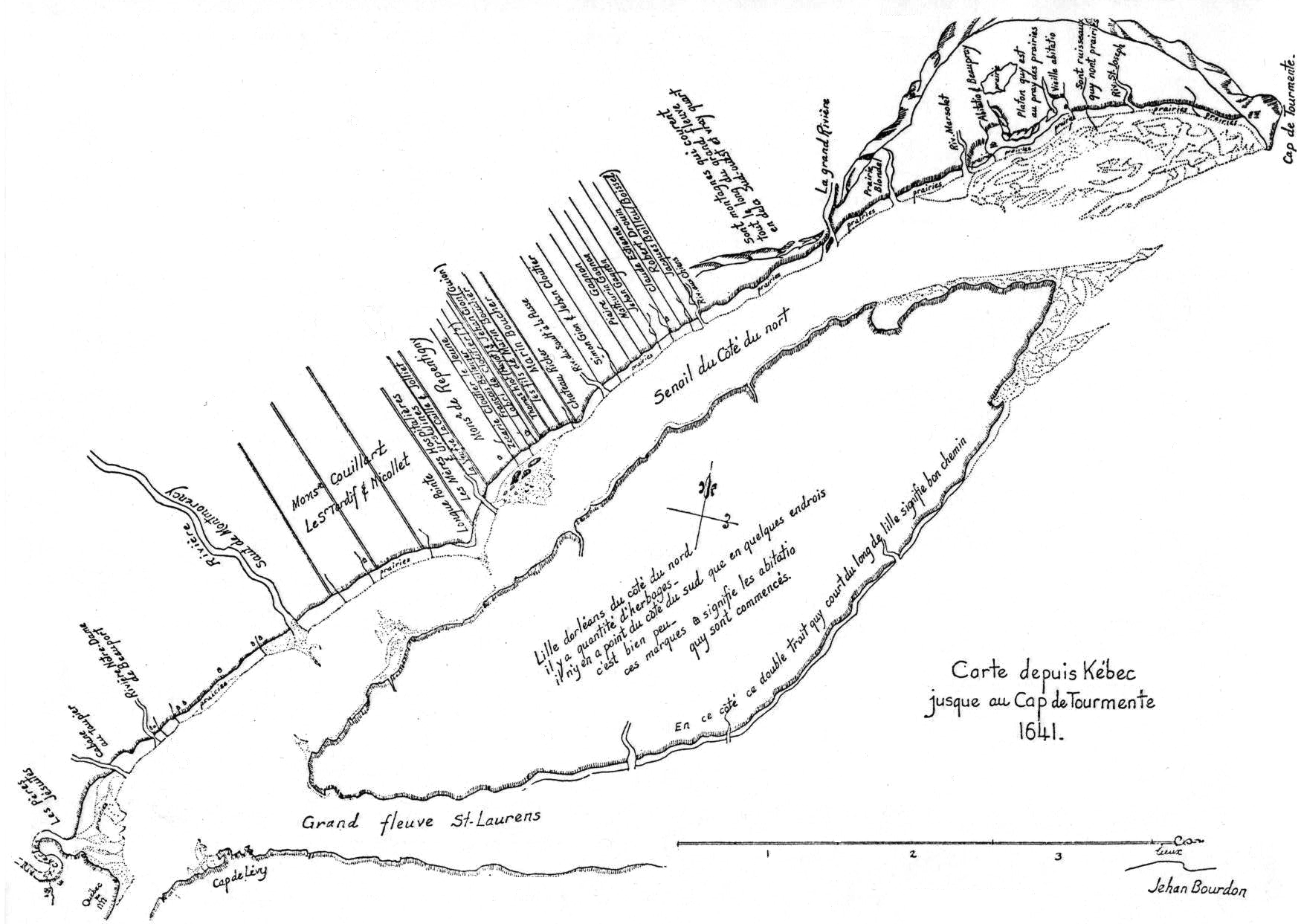
Carte de la côte de Beaupré et de l'île d'Orléans dressée par Jean Bourdon en 1641
Véritable plan de Québec fait en 1663
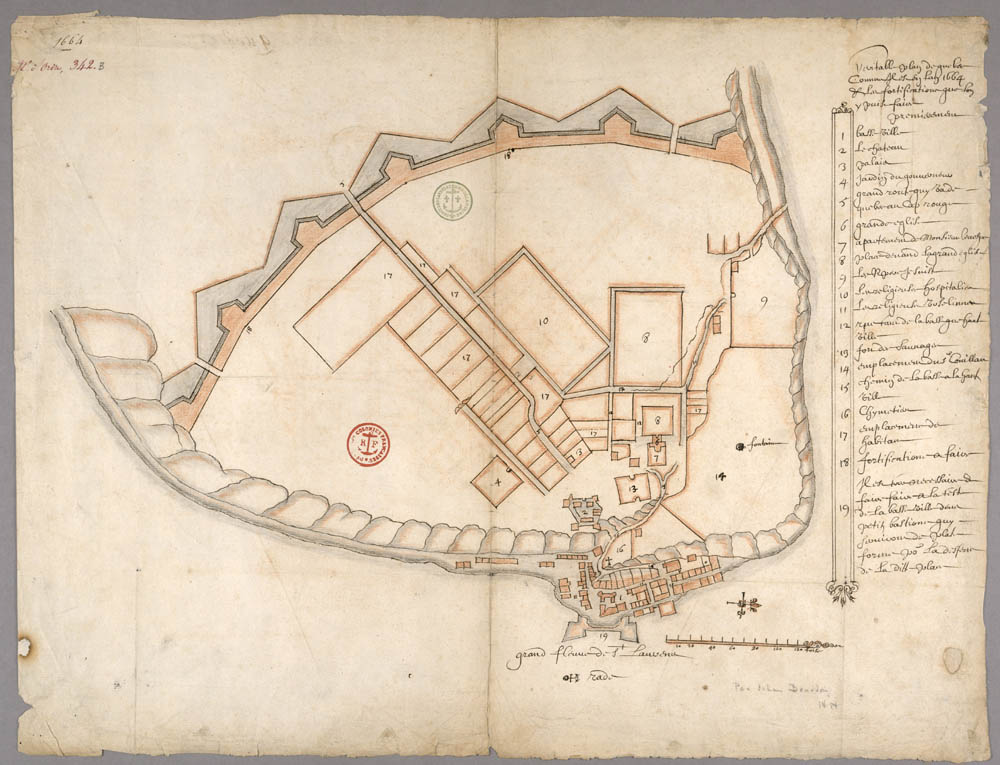
Veritable plan de quebec Comme Il est En lan 1664 & les fortifications que lon puise faire, Jean Bourdon

## Liste des cartes et plans
- Jean Bourdon, Carte depuis Kébec jusque au cap de Tourmente (carte manuscrite), 1641 (lire en ligne)
- Jean Bourdon (attribué à), Rivière de St Laurens depuys Montréal jusqu’à Tadoussac (carte manuscrite), vers 1641 (lire en ligne)
- Jean Bourdon (attribué à), Carte des terres à l’ouest et au sud de Montréal, vers 1646, carte ms., 42 x 55 cm (Service historique de la Défense, Rec. 67, no 44).
- Jean Bourdon (attribué à), Le véritable plan de Québec fait en 1663 (carte manuscrite), 1663 (lire en ligne)
- Jean Bourdon (attribué à), Carte du plan et environs de Québec (carte manuscrite), 1664 (lire en ligne)
- Jean Bourdon, Véritable plan de Québec comme il est en l’an 1664 et les fortifications que lon y puis faire, carte ms., 1664 ; 44 x 58 cm (ANOM, 03DFC342B).

## Hommages

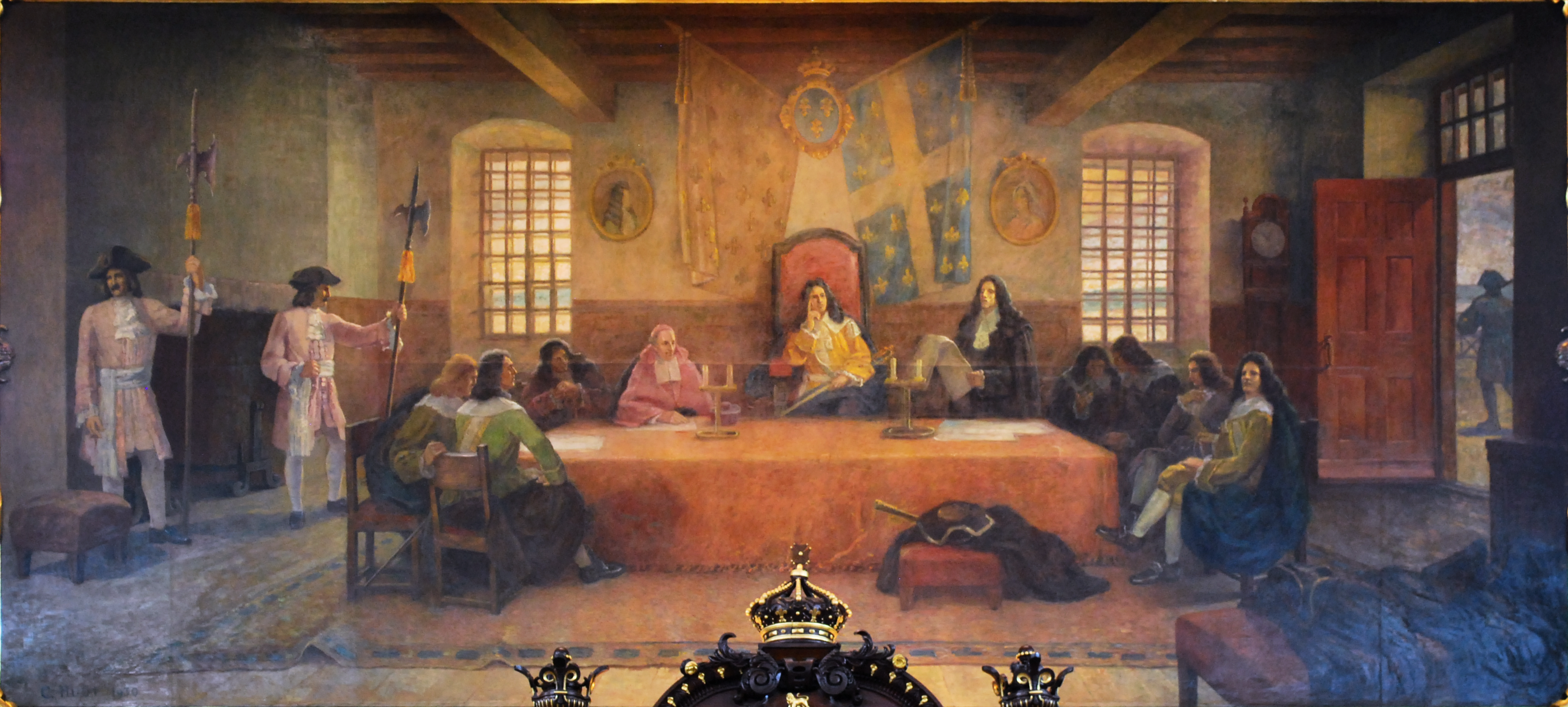
Siégeant debout une missive à la main, Jean Bourdon ; lors du Conseil souverain de la Nouvelle-France.

La rue Bourdon a été nommée en son honneur, en 1917, dans la ville de Québec.